# Rosa Liksomová
Rosa Liksomová, vlastním jménem Anni Ylävaara, (* 7. ledna 1958 Ylitornio) je finská spisovatelka a fotografka. V literatuře se proslavila zejména svými povídkami, ve kterých z nezúčastněného pohledu líčí život lidí v odlehlých částech severního Finska i ve velkoměstech. Za román Hytti nro 6 (Kupé č. 6) získala v roce 2011 Cenu Finlandia.

## České překlady
- Ukázky ze sbírky povídek Tyhjän tien paratiisit přeložil Vladimír Piskoř, Světová literatura 1992/1 (Odeon), ss. 80-90
- Prázdné cesty (výbor povídek z původních souborů Tyhjän tien paratiisit a Unohdettu vartti), česky 1997 v překladu Vladimíra Piskoře, ISBN 80-7207-066-5
- Výbor z povídek v překladu Anny Čermákové a Soni Řežábkové v rámci Almanachu severských literatur (1997), ss. 46-56
- Povídky ze sbírek BamaLama a Väliaikainen v překladu Karolíny Horké a Petra Kujala vydané v rámci antologie povídek z finského severu Za letních nocí se tu nespí lehce, 2019
- Paní plukovníková (Everstinna), česky 2019 v překladu Lenky Fárové
- Povídka Tátovy padesátiny (Isän 50-vuotisjuhlat; in: Granta, 2013) v rámci Finské čítanky -- Gutenbergovy čítanky současné finské prózy (ed. Jitka Hanušová), 2019